# 趙金龍 (清朝)
赵金龙（？—1832年），清朝江华瑶民起义首领。祖籍湖南新田县，后因生活所迫，迁至江华县锦田长塘砦。

## 生平
其家世代以租垦荒山维生，生活困苦。道光十一年（1831年），朝廷下令“山田升科”，引起瑶民不满，赵金龙与常宁县瑶人赵福才等人合谋策反，利用宗教组织群众，在湖南、广东、广西边境秘密组织反清队伍，并派人到广东连州筹办硝药、铁砂，制造枪炮。十二月底，在江华两河口发动起起事反清，稱金龍王，改元金龍元年，联络广西富川、广东连南瑶民，扩大队伍，攻城杀官。湖广总督卢坤调集两湖官军进行围剿，在武水瑶山被赵金龙军击败，卢坤被降职，戴罪立功。次年二月，率部在池塘圩再次击败清军，杀湖南提督海凌阿和宝庆协副将马韬等，当时有歌谣：“金龙出大洞，海马（海凌阿、马韬）归池塘”。继夺取湖南兰山、宁远、新田、常宁、兴宁、桂阳、武冈、江华及广东乳源、连南和广西富川、贺县等地瑶、汉百姓纷纷响应，众至万人，势力扩及三省边境十余县。三月，清廷调集两湖、两广、贵州等五省兵力镇压，命户部尚书禧恩亲临督阵。赵金龙率义军据守常宁县洋泉镇，力战而死。